# 高山火絨草
高山火絨草（學名：Leontopodium alpinum）是菊科，火絨草屬植物。又叫做高山薄雪草、雪绒花、小白花等。是歐洲著名的高山花卉。

## 名稱與語源
高山火絨草在很多種歐洲語文都稱為「Edelweiss」，此名稱是由德文的edel（高貴的）和weiß（白色）所組成的。火絨草屬的屬名Leontopodium是由希臘文leon和podion所組成的，意思是獅子的腳爪。

## 植物描述
- 植株高度約3－20公分。
- 葉子上生有白色的綿毛。
- 頭狀花序（0.5公分）黃色，五至六個生長在一起，周圍由生有白色綿毛的小葉包圍住，形狀似星形。
- 七月至九月開花。
- 生長在海拔2000－2900公尺的多石草地或石灰岩地。
- 原產於歐洲的高山地區，在庇里牛斯山、阿爾卑斯山和喀爾巴阡山等山區，都可以發現高山火絨草的蹤跡。
- 植株沒有毒性。

高山火絨草被許多國家列為受保護的植物，這些國家包括瑞士、斯洛維尼亞（自1898年起）、羅馬尼亞（自1933年起）。

## 相關記事
- 電影《音乐之声》內有一首著名的《雪绒花》插曲。
- 高山火絨草是瑞士及奧地利的國花。
- 第二次世界大戰中，德國陸軍山地师會親自登上阿爾卑斯山并將摘到的高山火絨草佩戴在胸前，以突顯精銳山地獵兵的身分。在HBO電視短劇《雷霆傘兵》當中亦對此有略加描寫。直至今日的德國聯邦國防軍山地師仍以此花為象征。
- 阿道夫·希特勒認為此花乃日爾曼地區獨有，故酷愛此花；不過，此花亦曾是當時一反納粹青年團的象徵。
- 二战期间纳粹德国党卫军第六山地师“北方师”的象征即为雪绒花。

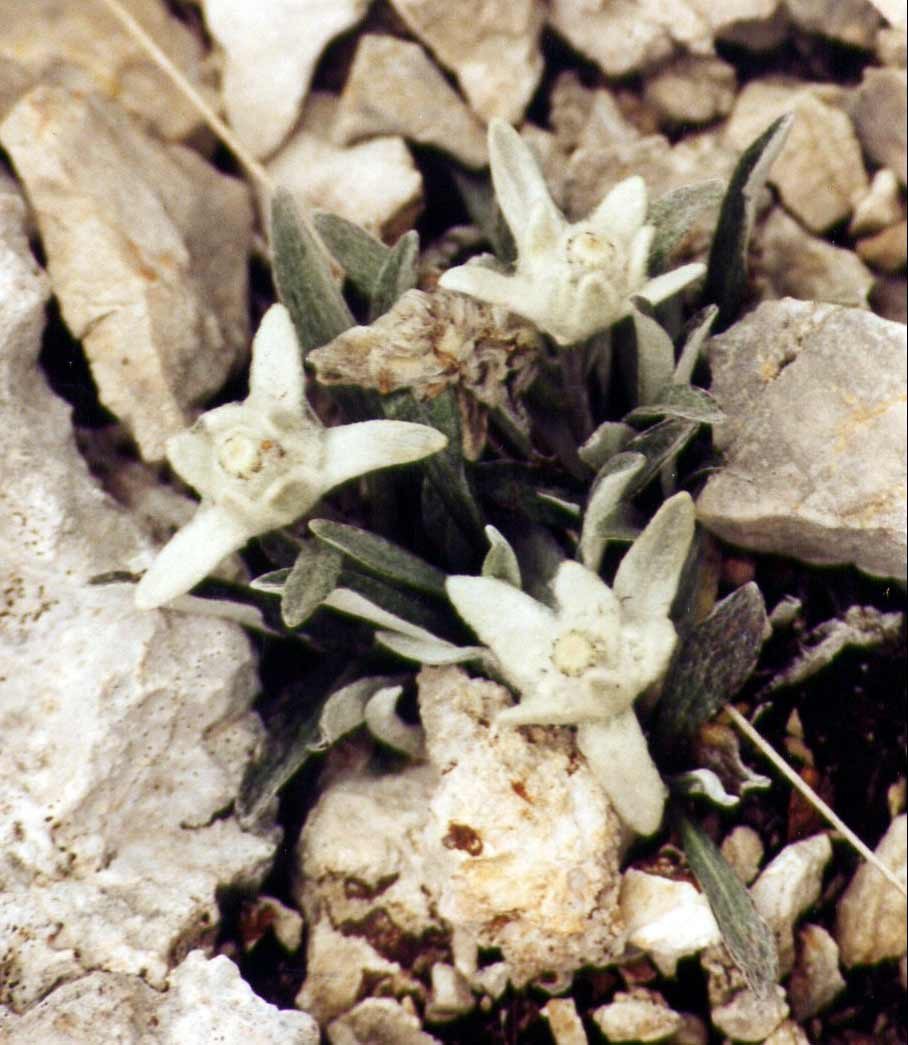
生长地
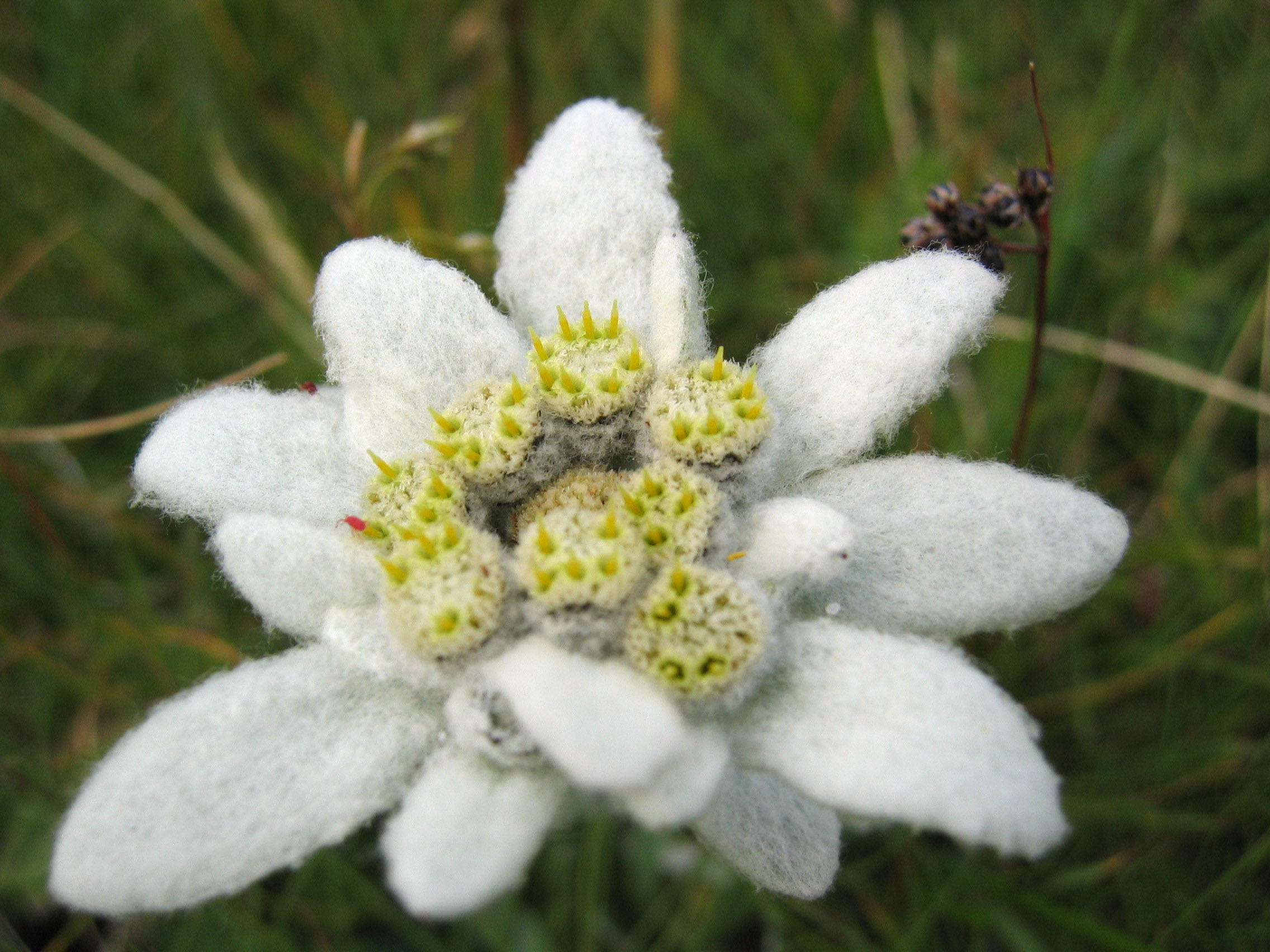
头状花序近观
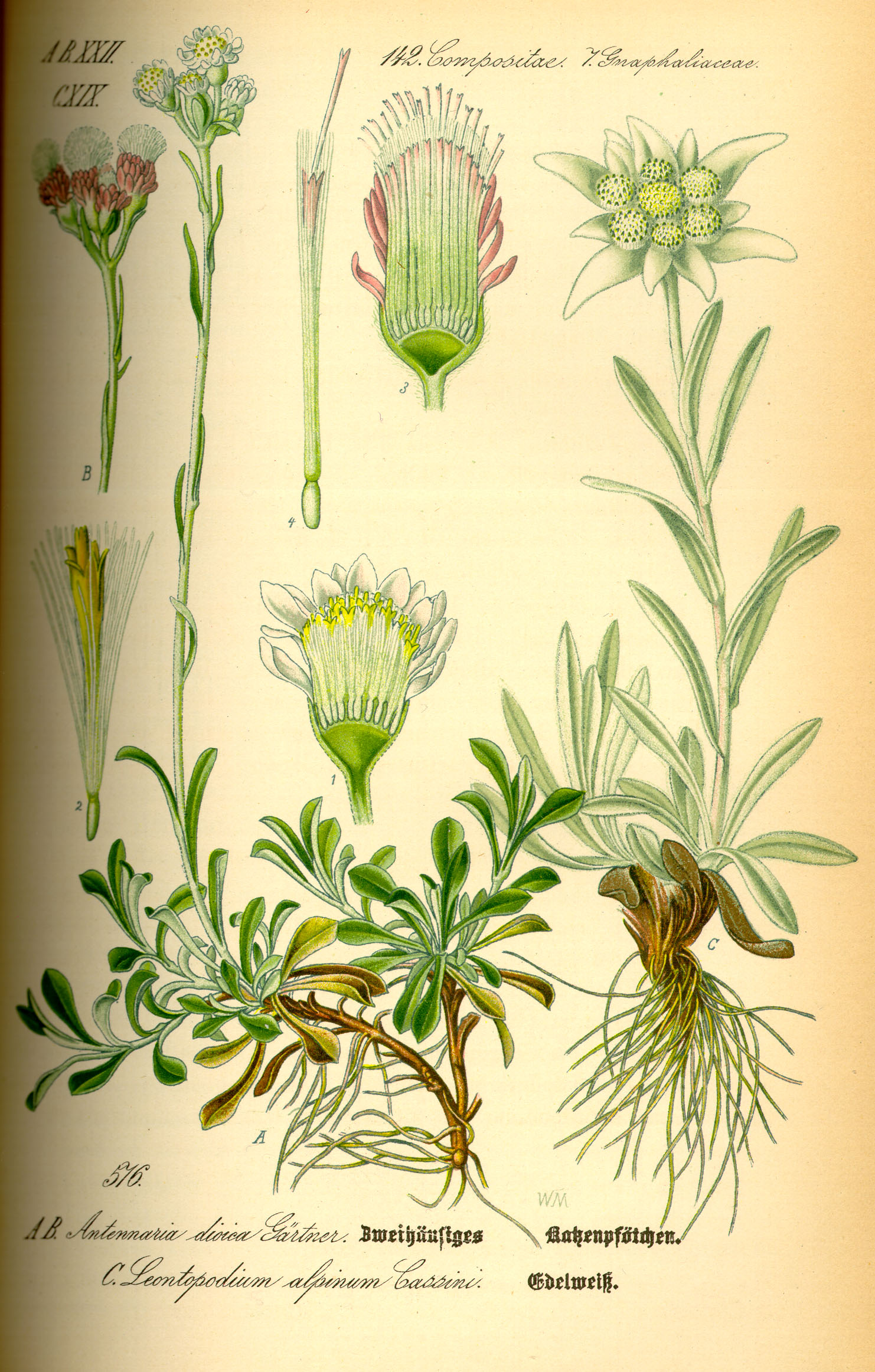
植物图谱